# Igreja Reformada Holandesa na África (NGKA)
Para outras denominações de nome semelhante, veja Igreja Reformada Holandesa (desambiguação)
A Igreja Reformada Holandesa na África (IRHA) ou Igreja Reformada Neerlandesa (IRNA)- em africâner Nederduitse Gereformeerde Kerk in Afrika, abreviado como NGKA - é uma denominação cristã reformada fundada em 1963, na África do Sul, pela fusão de outras 3 denominações reformadas menores.

## História
Em 1963, o Sínodo do Estado Livre de Orange, o Sínodo de Phororo e o Sínodo do Transvaal Norte e Sul, anteriormente separados da Igreja Reformada Neerlandesa (NGK), decidiram se unir para formar a Igreja Reformada Holandesa na África (IRHA) - em africâner Nederduitse Gereformeerde Kerk in Afrika, abreviado como NGKA.
Em 1994, a maior parte da denominação se uniu à Igreja da Missão Reformada Holandesa para formar a atual Igreja Reformada Unificada na África Austral. Uma pequena minoria optou por não ingressar na união, mantendo a denominação existente.

## Doutrina
A denominação subscreve os Padrões da Unidade (Confissão Belga, Catecismo de Heidelberg e Cânones de Dort) como seus símbolos de fé. Além disso, reconhece o Credo Niceno-Constantinopolitano, Credo dos Apóstolos e Credo de Atanásio como exposições fiéis das doutrinas bíblicas.

## Relações Intereclesiásticas
A IRNA é membro da  Comunhão Mundial das Igrejas Reformadas e possui relacionamento com as Igrejas Reformadas Livres na África do Sul.